# Sibiřský husky

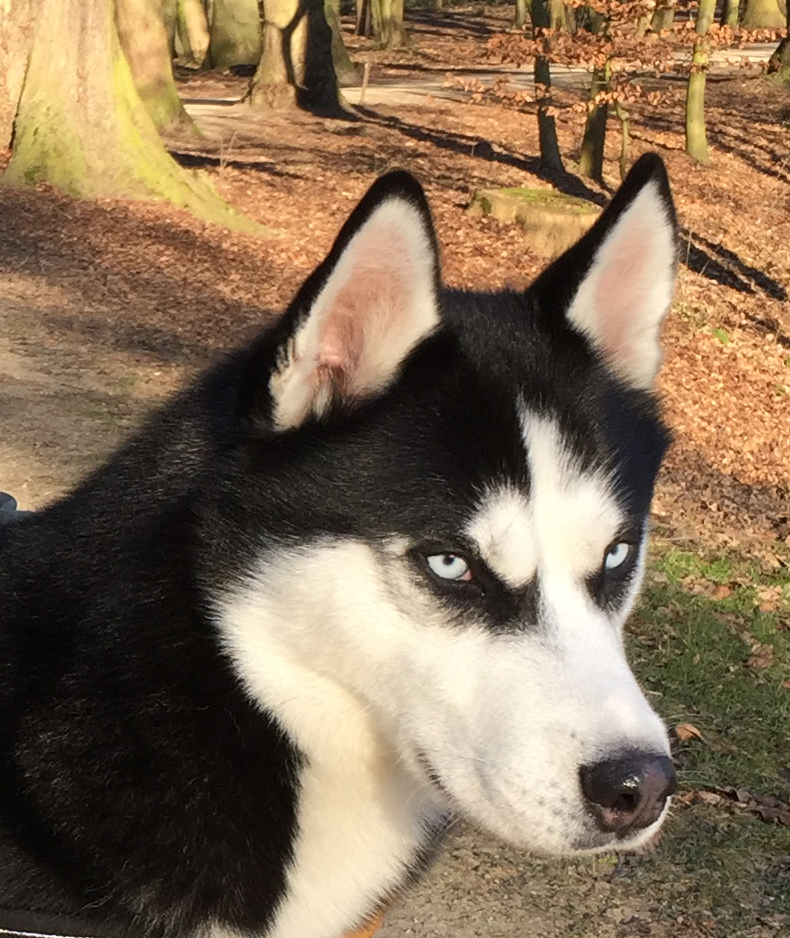

Sibiřský husky (anglicky: Siberian husky) (rusky: Сибирский хаски) je středně velký pes. Je to ale přesto velmi hbitý, zdatný pomocník, který je oddaný svému pánovi. Málokdy štěká, rád ale vyje. Pes je nejoblíbenější v USA a Kanadě,[zdroj⁠?!] kde většinou žije ve studených oblastech. Je to velmi spolehlivý pes, který může mít různou barvu srsti a očí. Nejčastější zbarvení srsti jsou dvojité kombinace bílé a černé, hnědé, šedé, stříbrné, zlaté, měděné či světle červené. Někdy se vyskytují i jedinci čistě bílí. Husky se dožívá až 15 let.

## Historie plemene
Vznikl na Sibiři, jako tažný pes. Postupně se v průběhu 19. století dostával s obchodníky ze Sibiře do Severní Ameriky. Využíval se k tahání saní, dnes je velmi oblíbený v soutěžích psích spřežení. Přestože v jeho názvu je "sibiřský" a Sibiř je místem vzniku tohoto plemene, je sibiřský husky považován za americké psí plemeno.

## Tělesná stavba

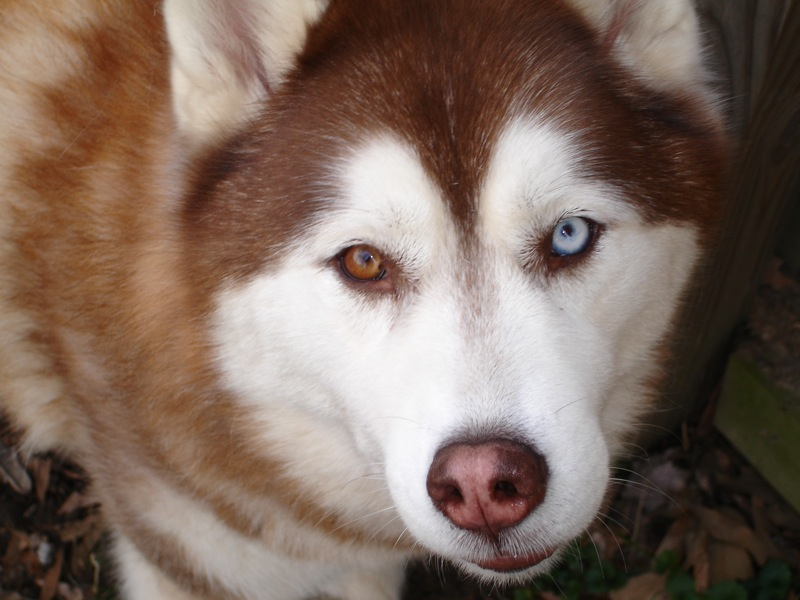
Husky v barvě měděno-bílé, s různou barvou očí (zde hnědá a modrá)

Postava je souměrná, pes má vodorovná záda, spáditá linie je nežádoucí. Poměr délky čenichu (od nosu ke stopu) je stejný jako od stopu k týlnímu hrbolu. Uši mají tvar trojúhelníků, stojí rovnoběžně a musí být dobře osrstěné. Husky má na nohách velmi silné kosti a svaly. Tlapky jsou hustě osrstěné i mezi polštářky, aby mohly odolávat velmi nízkým teplotám a nevznikaly omrzliny. Ocas je huňatý a má být dlouhý k hleznům, aby si jím pes mohl v případě potřeby překrýt čenich. Barva očí má být co nejtmavší, modrá barva oka je povolena. Taktéž je povolené různobarevné oko (modrý klín v hnědé) nebo každé oko jiné barvy. Hnědí jedinci mívají oči zesvětlené do tzv. barvy amber (světle hnědá se zelenou). Proměnný nos (světlý pruh na nosní houbě) je povolen. Barva srsti je povolena jakákoliv. Žádoucí jsou bílé znaky na hlavě, břiše, špičce ocasu a nohou.

## Historie plemene sibiřský husky
Husky pochází ze Sibiře z okolí řeky Kolymy. Zde si ho vyšlechtili již v pravěku obyvatelé těchto nehostinných končin – Čukčové. Jejich kočovný způsob života vyžadoval spolehlivého pomocníka a oddaného kamaráda. Sloužil jim především jako tažné zvíře jejich saní, ale také ho využívali k lovu. Pravděpodobně se vyvinul z tehdy velmi využívané Lajky, která se chovala na severu obou kontinentů. Teprve v 19. století huskyho náhodou objevili obchodníci s kožešinami na Aljašce a v roce 1909 se dostal do Ameriky.
Obrovskou popularitu získal sibiřský husky v polovině dvacátých let minulého století. V zimě 1925 vypukla v Nome, středisku zlatokopů na Aljašce, epidemie záškrtu a bylo tam nutno co nejrychleji dopravit sérum. Nor Leonhard Seppala se svým spřežením sibiřských huskyů překonal 300 km ve sněhové bouři a dovezl léky právě včas. Na památku této události se dodnes jezdí nejdelší závod saní tažených psy, Iditarod, na trati Anchorage-Nome, tedy více než 1930 km (běh Iditarod).
Za druhé světové války byli používáni pro záchrannou a pátrací službu. Dnes je velmi oblíben především v Kanadě a USA. V dnešní době je především dalším členem rodiny nebo se využívá na závody psích spřežení. Jméno husky dali plemenu Evropané podle pejorativního pojmenování Eskymáků. Název husky se někdy používá i pro eskymácké psy, kteří žijí v Grónsku, Labradoru, na Aljašce a v severní Kanadě. Správné pojmenování je však eskymácký pes.